# Бифар
Бифар (фр. Buffard) насеље је и општина у источној Француској у региону Франш-Конте, у департману Ду која припада префектури Безансон.
По подацима из 2011. године у општини је живело 159 становника, а густина насељености је износила 19,63 становника/km². Општина се простире на површини од 8,1 km². Налази се на средњој надморској висини од 255 метара (максималној 450 m, а минималној 236 m).

## Демографија
| 1962. | 1968. | 1975. | 1982. | 1990. | 1999. | 2011. |
| ----- | ----- | ----- | ----- | ----- | ----- | ----- |
| 119   | 149   | 110   | 126   | 147   | 135   | 159   |

График промене броја становника у току последњих година